# Primera batalla de Jorramchar
La primera batalla de Jorramchar fue una gran batalla entre Irak e Irán durante la guerra Irán-Irak en la ciudad de Jorramchar, provincia de Juzestán, Irán. La batalla tuvo lugar entre el 22 de septiembre y el 10 de noviembre de 1980 siendo una de las primeras de dicho conflicto. Conocida por su brutalidad y condiciones violentas, la ciudad es conocida por los iraníes como “Juninshahr”, que significa Ciudad de sangre.

## Preludio
Prioritaria para la guerra, la ciudad tenía una población de 220 000 habitantes y con un crecimiento extensivo para ser una de las mayores ciudades portuarias del mundo y hogar para algunos de los más exclusivos barrios en Irán. La población era predominantemente acaudalada y de las clases altas, y junto con Abadán, la cultura que prevalecía era del cosmopolitanismo iraní. 
Desde la Revolución iraní de 1979, elementos de grupos árabes antigubernamentales conspiraban en la provincia en un intento para apoyar a Irak. Desde octubre del mismo año hasta septiembre de 1980 la ciudad sufrió una oleada de bombazos terroristas en medio del pueblo. Este periodo también es conocido por incidentes fronterizos entre ambos países. En efecto, estas violaciones y episodios de violencia eran tan frecuentes que la vivieron algunos habitantes en los primeros días de la guerra cuando empeoraron las riñas. Finalmente el 17 de septiembre el presidente iraquí Saddam Huseín declaró que los Acuerdos de Argel de 1975 eran nulos, estableciendo las bases de la contienda que estallaría pocos días después. 

## Primera fase
En la tarde del 22 de septiembre Irak lanzó la primera fase de la invasión (la Operación Kaman 99) con una serie de ataques aéreos sobre Irán. Las aduanas de la ciudad fueron las primeras en ser atacadas y cerca de 150 cañones, emplazados ceca de la ciudad de Tanomah abrieron fuego contra Jorramchar causando muerte, fuego y humo. Los servicios básicos como el agua y la electricidad fueron cortados y cientos de miles de personas fueron ejecutadas en el lado oeste de la ciudad (particularmente en el distrito Taleqani), la estación de tren y en el barrio Moulawi.
Durante la noche 500 tanques se movieron en la carretera Jorramchar-Ahwaz. Querían rendir la ciudad, pero los defensores atacaron los tanques con rifles sin retroceso. En la mañana del 23 de septiembre fueron atacadas las divisiones mecanizadas iraníes dando tiempo a los iraníes para preparar las defensas dentro y fuera de la ciudad. El ataque iraquí hizo una formación de media luna por lo que el tercer y cuarto día de la invasión consistió en tomar dicha carretera, aunque vieron un enemigo difícil en las fuerzas iraníes que atacaban incesantemente con RPG-7 y armas de 106 mm. Buena parte de la guarnición Dej fue exterminada pero la batalla contribuyó al lento avance iraquí. El 30 de septiembre los iraquíes ocuparon muchos de los diques y tomaron la zona alrededor de la ciudad, aislándola de Abadán y el resto de Juzestán.
Al alba una unidad de 60 comandos se convirtió en la primera de miles de las fuerzas iraquíes en entrar a Jorramchar vía el lado sur del puerto. Esta fuerza fue atacada por los defensores Pasdaran, 8 de los cuales murieron; los tanques y unidades mecanizadas iraquíes de la III División se movieron a través de la ciudad por el resto del día. Una tomó el matadero, otra la estación de tren y otra aseguró las barracas Dej en el distrito Taleqani. Los Pasdaran atacaron con RPG-7 y cócteles Molotov: El peso absoluto del ataque iraquí fue efectivo contra los equipos antitanque iraníes. 

## Segunda fase
En respuesta al primer asalto los atacantes recuperaron las afueras de la ciudad hasta el siguiente ataque el 11 de octubre. Durante este tiempo los iraquíes se mostraron inhumanos bajo las órdenes del coronel Ahmad Zeidan. El 14 ellos se movieron, usado elementos de ataques nocturnos para el avance de las tropas, conseguir sorpresa y establecer puntos de observación en los edificios; los iraníes usaron francotiradores esa noche contra los invasores. Con esas tácticas estos lograron resultados significantes con fuerzas especiales y unidades comando tomando el puerto y la estación de policía de tránsito. Brigadas armadas tomaron las barracas Dej en el distrito Taleqani y tomó control del camino hacia la gran mezquita, los combates fueron casa por casa, piso por piso y cuarto por cuarto. Reportes indican que los invasores varias veces se encontraban con las unidades Pasdaran y Basij armadas con cualquier arma de fusiles de asalto para disparar.

## Tercera fase
Con el centro de la ciudad a la vista el 21 de octubre los iraquíes tomaron sus objetivos para tomar los edificios del gobierno y el puente que une Jorramchar y Abadán. En general, 5 batallones de infantería y fuerzas especiales tomaron parte en la toma de estos objetivos. El objetivo inicial del ataque era tomar estos blancos dentro de 48 horas y hacer efectivo el control de la ciudad. Las fuerzas despachadas en las primeras horas del 24 de octubre y las tropas iraníes lucharon contra los invasores, pero el puente fue derribado dentro de 5 horas. Cerca de los edificios gubernamentales los iraquíes encontraron fuerte resistencia en las calles circundantes y barrios.    
Como la lucha se movió cerrando el centro de la ciudad, los Chieftains iraníes fueron reducidos a un rol de apoyo, desde los tanques el fuego podría ser efectivo a través de las ajustadas y estrechas calles. En la tarde del mismo día los iraquíes los iraquíes tomaron brevemente el edificio del gobierno lo que indignó a las tropas iraníes, pero contraatacaron durante la noche tomando control del edificio. Todo lo que quedaba era la gran mezquita y un puñado de Pasdaran y jóvenes voluntarios; los comandantes del ejército y los Pasdaran empezaron a dar órdenes de evacuación final con avisos de impedir ataques aéreos por la Fuerza Aérea de Irán. En la noche del 25 al 26 de octubre el resto de los defensores iraníes procedió a evacuar las inmediaciones del río Karun y la artillería enemiga disparó su vuelo, pero algunos voluntarios se quedaron detrás para cubrir su retirada. Para la mañana del 10 de noviembre la ciudad de Jorramchar estaba efectivamente bajo control iraquí.     

## Después
La ciudad prácticamente se convirtió en una ciudad fantasma con la excepción de los ocupantes iraquíes. Inmediatamente después de empezar la ocupación los soldados saquearon del puerto iraní, incluyendo grifos de agua, y los trasladaron a Basora. Según otras versiones, los soldados violaron a mujeres iraníes. Debido a su alta importancia estratégica los iraquíes fueron incapaces para conducir ofensivas furtivas contra Irán y la ciudad permaneció en sus manos hasta abril de 1982, cuando los iraníes lanzaron la Operación Beit ol Moqaddas para recapturar la provincia de Juzestán; Jorramchar estaba completamente devastada por las fuerzas de Saddam Hussein, con excepción de pocos edificios que quedaron intactos. Otros mayores centros urbanos como Abadán y Ahwaz también estaban en ruinas, el pensamiento era que ningún sitio era malo como Jorramchar. Décadas después del fin de la guerra, en 1988, algunos edificios siguen en escombros como testimonio del combate y grafitis en muros dicen “Permaneceremos por siempre”, la ciudad de Jorramchar era una de las primarias y más importantes líneas del frente de la guerra y logró un status mítico entre el pueblo iraní.

## Figuras históricas
El comandante Pasdaran, Muhammad Jahanara, fue uno de los últimos pocos soldados que abandonaron la ciudad cuando la tomaron los iraquíes. Él fue a pelear en el sitio de Abadán y así las fuerzas iraníes fueron a liberar Jorramchar, muriendo antes que la ciudad fuera liberada el 24 de mayo de 1982: Una canción fue escrita en conmemoración suya, diciendo: "Mamad, tú no estabas cuando nuestra ciudad fue liberada". 
La batalla también es adagio del inicio de la campaña iraní del reclutamiento de niños soldados, inspirada por el martirio de Mohammad Hosein Fahmidé el 30 de octubre. También es recordada por 4 mujeres iraníes capturadas por las fuerzas iraquíes, 1 en las líneas del frente y las otras 3 en la ciudad propiamente dicha, siendo las únicas mujeres iraníes prisioneras de guerra durante la contienda.